# Drapetis alimacula
Drapetis alimacula är en tvåvingeart som beskrevs av Rogers 1983. Drapetis alimacula ingår i släktet Drapetis och familjen puckeldansflugor. Inga underarter finns listade i Catalogue of Life.